# (32826) 1992 DC1
(32826) 1992 DC1 là một tiểu hành tinh vành đai chính. Nó được phát hiện bởi Seiji Ueda và Hiroshi Kaneda ở Kushiro, Hokkaidō, Nhật Bản, ngày 26 tháng 2 năm 1992.